# Cecilio Chi
Cecilio Chi (1820 – 13 de diciembre de 1848) fue un líder indígena mexicano maya, nacido en el pueblo de Tepich, antes Yucatán, actualmente Quintana Roo.

## Antecedentes

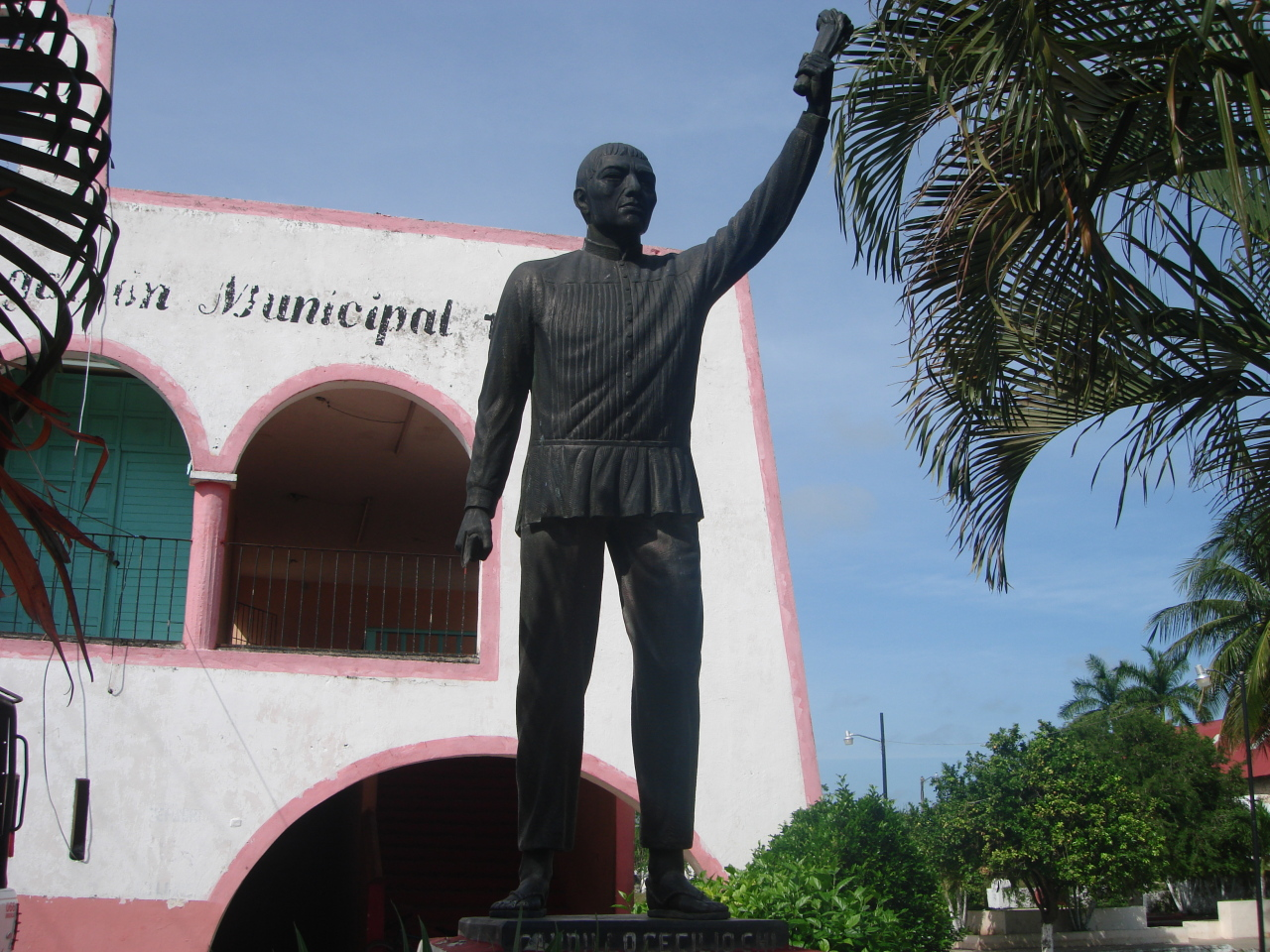
Estatua de Cecilio Chí en su natal Tepich, Quintana Roo

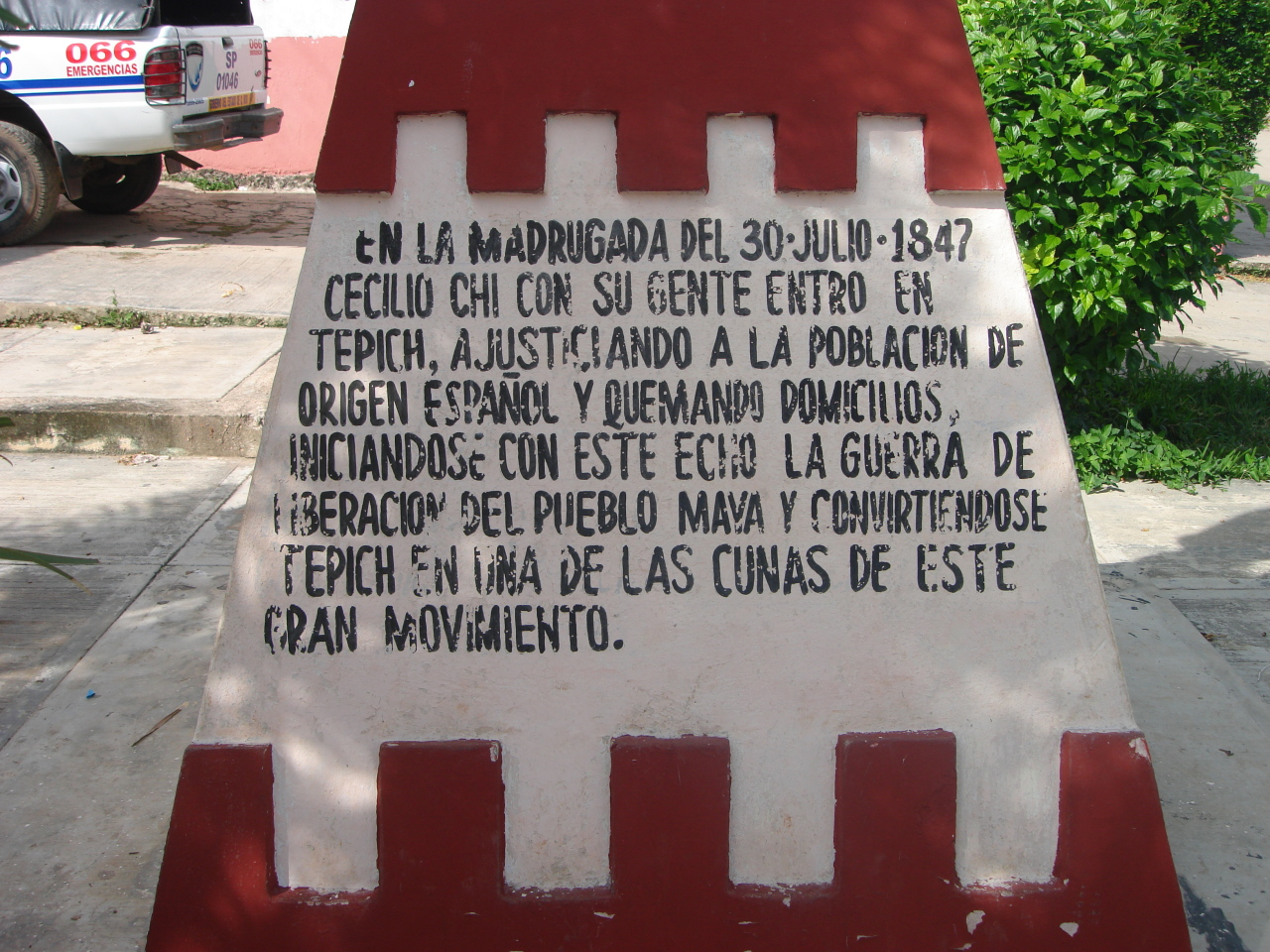
Leyenda de la estatua de Cecilio Chi

En 1842 había participado en la defensa de Campeche lo que le permitió conocer la organización castrense. En 1846 fue cacique de su pueblo natal. Participó en la organización de una rebelión en contra de la dominación y explotación de los criollos en la región. Coordinó la insurrección entre otros con Manuel Antonio Ay, el Cacique de Chichimilá, y Jacinto Pat, con el propósito de constituir una nación maya independiente de México, que respetara los derechos de los indígenas.

## Inicio de la  Guerra de Castas
La rebelión que se denominó Guerra de Castas, inició el 13 de julio de 1847, tras el fusilamiento de Manuel Antonio Ay en Valladolid, una vez que fue descubierta la conjura al haberle encontrado la policía una carta precisamente de Cecilio Chi, en la que se discutían cuestiones sobre la estrategia de la lucha.
El fusilamiento de Ay fue lo que precipitó el inicio de las hostilidades, cuando el ejército del gobierno de Yucatán, ingresó en Tepich buscando a sus cómplices, quemando las casas y castigando severamente a la población maya del pueblo. Eso fue lo que movió a Cecilio Chi a entrar en acción en la fecha señalada.

## Duración y motivos de la guerra
La guerra habría de durar por más de medio siglo, hasta que en 1901, muertos todos los iniciadores mayas de la misma, el ejército del gobierno federal mexicano recuperara el último bastión de los rebeldes mayas: el poblado de Chan Santa Cruz. A lo largo de la lucha que se libró, los líderes indígenas y sus seguidores fueron desacreditados por los blancos, quienes los presentaban como sanguinarios, sádicos, enemigos del progreso y la cultura.
Entre los habitantes de Yucatán y de México, en lo general, surgieron posiciones contradictorias para terminar con las insurrecciones indígenas. Había quienes proponían el exterminio de los rebeldes y sus seguidores, mientras que otros postulaban la integración de los indígenas a la moderna sociedad mexicana. 
Los pueblos mayas de Yucatán se negaron a seguir siendo exaccionados por la población blanca y lucharon para salir del régimen de opresión en el que vivían. Como parte de su lucha atacaron y tomaron violentamente diversas localidades controladas por los criollos, entre ellas Chemax y Valladolid, ambas en Yucatán, y se refugiaron en el oriente de la península. El proyecto de buena parte de los rebeldes era lograr la expulsión total de los blancos de las tierras otrora bajo dominio de los mayas en la península de Yucatán.

## Muerte de Cecilio Chi
El 13 de diciembre de 1848, Cecilio Chi fue asesinado por uno de sus seguidores, dícese que su secretario, una vez iniciado el movimiento rebelde pero muchos años antes de que concluyera (hacia 1902).